# Eutropis beddomii
Espèce
Synonymes
- Euprepes beddomii Jerdon, 1870
- Mabuya beddomii (Jerdon, 1870)

Eutropis beddomii est une espèce de sauriens de la famille des Scincidae.

## Répartition
Cette espèce se rencontre :
- dans le sud de l'Inde ;
- au Sri Lanka.

## Étymologie
Cette espèce est nommée en l'honneur de Richard Henry Beddome.

## Publication originale
- Jerdon, 1870 : Notes on Indian Herpetology. Proceedings of the Asiatic Society of Bengal, vol. 1870, p. 66-85 (texte intégral).